# Fredrik Malm
Carl Fredrik Malm, född 2 maj 1977 i Skarpnäcks församling, Stockholms län, är en svensk politiker (liberal).
Malm är ordinarie riksdagsledamot sedan 2014 (dessförinnan statsrådsersättare 2006–2014), invald för Stockholms läns valkrets sedan 2022 (dessförinnan invald för Stockholms kommuns valkrets). Sedan hösten 2022 är han ordförande i riksdagens utbildningsutskott. Han är sedan november 2021 andre vice partiordförande i Liberalerna.

## Biografi
Fredrik Malm växte upp i Skarpnäck i Stockholm. Efter studier var han ledarskribent och frilansare för bland annat Expo, Upsala Nya Tidning, Eskilstuna-Kuriren, Gefle Dagblad och Liberala nyhetsbyrån.
Fredrik Malm engagerade sig politiskt för ja-sidan vid folkomröstningen om svenskt EU-medlemskap 1994. Åren 1997–1999 var han distriktsordförande för Liberala ungdomsförbundet i Storstockholm. Vid förbundets kongress 1999 valdes han in i dess presidium på riksnivå och han var förbundsordförande 2002–2006. Han var ledamot av Stockholms kommunfullmäktige 2002–2006 och han är sedan 2006 riksdagsledamot.
År 2010 blev han Folkpartiets utrikespolitiska talesperson. Efter att Birgitta Ohlsson innehaft denna position 2014–2018 blev Malm åter utrikespolitisk talesperson för Liberalerna den 15 februari 2018. Den 1 september 2021 meddelades att han istället fått rollen skolpolitisk talesperson och valdes till vice ordförande i riksdagens utbildningsutskott.
Sedan Rysslands fullskaliga invasion av Ukraina i februari 2022 har Fredrik Malm tillsammans med moderaten Gunnar Hökmark återupptagit Måndagsrörelsen|s manifestationer, denna gång till stöd för Ukraina.
Fredrik Malm var tidigare gift och har två söner med partikollegan Gulan Avci.

## Politiska ställningstaganden
Fredrik Malm har genom åren utmärkt sig som en frispråkig debattör och ibland tagit ställning i kontroversiella frågor.
Han var tidigt kritisk till radikal politisk islam. I augusti 2003 avslöjade Malm i Dagens Nyheter att Yusuf al-Qaradawi hållit ett tal i moskén vid Medborgarplatsen i Stockholm och där uppmanat till självmordsattentat mot civila israeler. Två år senare kritiserade han en seminarieserie Socialdemokraterna arrangerade tillsammans med Sveriges muslimska råd då en av talarna hade kopplingar till terrorstämplade Hamas.
Malm har sedan 2011 motionerat till riksdagen om att kriminalisera Eritreas skatteindrivning i Sverige, den så kallade "tvåprocentsskatten" som riktar sig mot eritreaner i Sverige.
Under åren som ordförande i Liberala ungdomsförbundet argumenterade Malm för en generös invandringspolitik i Sverige. Efter flyktingkrisen 2015 har han gradvis reviderat den ståndpunkten och förespråkar idag en betydligt mer restriktiv migrationspolitik. Han har beskrivit denna förändring i intervjuer. Malm har också kritiserat kristna samfund för att i stor skala genomföra konversioner av personer sent i asylprocessen, vilket enligt Malm handlar om att personerna lättare ska få uppehållstillstånd fast religionsbytet i många fall inte är genuin. Malms artikel om dopen av asylsökande ledde till kritik från religiösa företrädare och omfattande debatt. Malm har också kritiserat Salwan Momika för att genom sina koranbränningar skapa en hotbild mot sig själv och därmed ett skyddsskäl i Sverige som tidigare saknades.

### Utrikespolitiskt engagemang
Fredrik Malm är en stark förespråkare för Ukrainas sak i kriget mot Ryssland. Malm besökte Kiev för att visa stöd för Ukraina redan 2014 efter Maidanprotesterna. Tillsammans med den tidigare moderata europaparlamentarikern Gunnar Hökmark och en grupp frivilliga volontärer återstartade Malm Måndagsrörelsen, vilken ursprungligen arrangerade manifestationer på Norrmalmstorg i Stockholm till stöd för balternas självständighet från Sovjetunionen. Den första måndagsrörelsen var verksam från mars 1990 till september 1991 då de baltiska sovjetrepublikerna blev självständiga. 
Måndagsrörelsen samlar varje måndag kl.12.00 hundratals åhörare på Norrmalmstorg i Stockholm. Bland talarna märks ministrar, partiledare, riksdagsledamöter, svenska och utländska diplomater, kulturpersonligheter, företrädare för Ukraina och frivilligorganisationer. 
Fredrik Malm tog initiativ till bokinsamlingen Kubas fria bibliotek för att främja yttrandefriheten på Kuba och han har suttit i styrelsen för Samfundet Sverige-Israel. Han har även varit engagerad i Svenska kommittén mot antisemitism och för bland annat kurdernas, armeniernas, assyriernas och andra minoriteters situation i Turkiet. År 2005 reste han i det kurdiska området i Irak och skrev en artikelserie i Expressen om resan. I januari 2006 utsågs han till Årets kurdvän på den av Kurdistans regionala regering arrangerade Kurdgalan i Stockholm. 
Fredrik Malm har deltagit i olika evenemang kring det armeniska folkmordet. Han har kritiserat den svenske utrikesministern Carl Bildt för att undvika ett ställningstagande till folkmordsbegreppet i detta sammanhang, med argumentet att de europeiska länderna på så sätt bidrar till att ett turkiskt erkännande förskjuts. Malm valde dock själv att utebli när riksdagen 2010 på oppositionens initiativ med liten marginal röstade för ett erkännande av folkmordet.
Den 27 april 2011 tilldelades Fredrik Malm och riksdagsledamoten Annelie Enochson (KD) armeniska parlamentets hedersmedalj (Medal of Honour) för sina insatser i humanismens och mänsklighetens tjänst av Armeniens president Serzj Sargsian.

## Boken "Naftasyndikat"
Malm gav 2020 ut boken Naftasyndikat - berättelsen om direktör Kruse och Stalins oljebolag i Sverige (Carlsson bokförlag 2020). Boken handlar om Malms morfars far Einar Kruse, som var aktiv på högsta nivå i Sveriges kommunistiska parti från 1920-talet ända fram till slutet av 1950-talet och ansvarig för partiets ekonomi under flera decennier. Boken belyser det nära samarbetet mellan SKP och Sovjetunionen, och hur Sverige till skillnad från många andra länder sålde vidare tillgångar som bolsjevikerna exproprierat i Ryssland efter oktoberrevolutionen. 
Einar Kruse blev 1929 direktör för aktiebolaget Naftasyndikat som bedrev försäljning av rysk olja. Bolaget verkade fram till 1937 och gav enligt Malms bok ekonomiskt stöd till den svenska kommunistiska rörelsen, men bolaget agerade också täckmantel åt spionverksamhet i Sverige. Bolaget såldes 1937 till en grupp holländska entreprenörer knutna till det amerikanska oljebolaget Gulf. Kruse blev därefter ekonomidirektör i SKP fram till sin pensionering 1958.

## Utmärkelser
- Fredrik Malm fick 2011 armeniska parlamentets hedersmedalj för sina insatser i "humanismens och mänsklighetens tjänst".[28][29]

## Riksdagsuppdrag 2022-2026
Fredrik Malms uppdrag i Sveriges riksdag är för mandatperioden 2022–2026:
- Ordförande i Utbildningsutskottet
- Ledamot i Utrikesnämnden
- Suppleant i Kulturutskottet
- Suppleant i Försvarsutskottet
- Suppleant i Konstitutionsutskottet
- Suppleant i EU-nämnden

## Riksdagsuppdrag 2018-2022
Fredrik Malms uppdrag i Sveriges riksdag är för mandatperioden 2018–2022:
- Ledamot i Utrikesutskottet
- Suppleant i Socialförsäkringsutskottet
- Suppleant i Försvarsutskottet
- Suppleant i EU-nämnden

## Tidigare riksdagsuppdrag
Fredrik Malms uppdrag i Sveriges riksdag var under mandatperioden 2010–2014:
- Statsrådsersättare för Birgitta Ohlsson
- Ledamot i Utrikesutskottet
- Suppleant i EU-nämnden
- Suppleant i Utbildningsutskottet